# Birdman (album)
Baby aka the #1 Stunna Birdman jest debiutanckim albumem amerykańskiego rapera Birdmana, w tym czasie znanym jako Baby.

## Lista utworów
1. „Bird Lady Talkin' (Intro)” - 0:53
2. „Looks Like a Job 4...” - 4:27
3. „Fly In Any Weather” (feat. Jazze Pha) - 3:15
4. „Ms. Bird Pageant Pt. 1 (Skit)” - 0:40
5. „Ms. Bird” (feat. Mannie Fresh) - 3:39
6. „I Got To” (feat. Lil Wayne & Tateeze) - 4:15
7. „Never Had Nothin'” (feat. Lac) - 4:16
8. „Baby, You Can Do It” (feat. Toni Braxton) - 4:20
9. „Mrs. Bird Live From Superdome (Skit)” - 1:20
10. „What Happened To That Boy (feat. Clipse) - 4:18
11. „On The Rocks” (feat. D-Boyz & Jazze Pha) - 4:51
12. „How It Be” (feat. Jermaine Dupri & TQ) - 3:11
13. „Heads Up” (feat. D-Boyz) - 4:42
14. „Hustlas, Pimps & Thugs” (feat. 8Ball, Jazze Pha & TQ) - 4:56
15. „Fly Away” (feat. TQ) - 4:02
16. „Say It Ain’t So” (feat. Boo & Gotti, Mannie Fresh, Keith Murray & Mikkey) - 3:33
17. „Ms. Bird Pageant Pt. 3 (Skit)” - 1:41
18. „Do That... (feat. P. Diddy, Mannie Fresh & Tateeze) - 5:01
19. „Ice Cold” (feat. TQ & Jazze Pha) - 4:26
20. „Ms. Bird Pageant Pt. 4” - 0:42
21. „Ghetto Life (feat. TQ, Cam’ron & Lil Wayne) - 4:28
22. „Keeps Spinnin (feat. Bizzy Bone, Gilly, Mannie Fresh, Mikkey, Petey Pablo, Stone, T.I., TQ, Wolf) - 4:49

## Pozycja na listach
| Lista (2002)                     | Pozycja |
| -------------------------------- | ------- |
| Billboard 200                    | 24      |
| Billboard Top R&B/Hip-Hop Albums | 4       |